# Банка (комуна)
Банка (рум. Banca) — комуна у повіті Васлуй в Румунії. До складу комуни входять такі села (дані про населення за 2002 рік):
- 1 Дечембріє (452 особи)
- Банка (1120 осіб)
- Гара-Банка (1043 особи) — адміністративний центр комуни
- Герменешть (552 особи)
- Міклешть (251 особа)
- Міток (332 особи)
- Сату-Ноу
- Селчоара (65 осіб)
- Сирбі (438 осіб)
- Стойшешть (730 осіб)
- Стримтура-Міток (162 особи)
- Цифу (463 особи)

Комуна розташована на відстані 249 км на північний схід від Бухареста, 33 км на південь від Васлуя, 92 км на південь від Ясс, 103 км на північ від Галаца.

## Населення
За даними перепису населення 2002 року у комуні проживали 5608 осіб. Усі жителі комуни рідною мовою назвали румунську.
Національний склад населення комуни:
| Національність | Кількість осіб | Відсоток |
| -------------- | -------------- | -------- |
| румуни         | 5606           | > 99,9%  |
| цигани         | 2              | < 0,1%   |

Склад населення комуни за віросповіданням:
| Релігія       | Кількість осіб | Відсоток |
| ------------- | -------------- | -------- |
| православні   | 5570           | 99,3%    |
| п'ятдесятники | 32             | 0,6%     |
| лютерани      | 2              | < 0,1%   |
| римо-католики | 1              | < 0,1%   |
| не релігійні  | 1              | < 0,1%   |
| атеїсти       | 1              | < 0,1%   |